# ジュディ・ロエ
ジュディ・ロエ（Judy Loe、1947年3月6日 - 2025年7月15日）は、イギリスの女優。女優のケイト・ベッキンセイルの実母である。
2025年7月15日、ステージ4のがんとの闘病の末に死去。78歳没。

## 主な出演作品
- リッピング・ヤーン Ripping Yarns
  - ツメの呪い The Curse of the Claw （1977年）
- モンティ・パイソン／人生狂騒曲 Monty Python's the Meaning of Life （1983年）
- 主任警部モース Inspector Morse
  - 死は我が隣人	Death Is Now MY Neighbour（1997年）
  - オックスフォード運河の殺人 The Wench Is Dead（1998年）
- ミラクル・ニール! Absolutely Anything （2014年）